# Focke-Wulf GL 18
Die Focke-Wulf GL 18 ist ein deutsches Verkehrsflugzeug der 1920er Jahre.

## Geschichte
Die GL 18 war das zweite von Focke-Wulf entwickelte Modell nach der Gründung des Unternehmens im Jahr 1924. Der Auftrag zum Bau eines zweimotorigen Flugzeugs war 1925 von Junkers erteilt worden, der ihn seinerseits von der türkischen Regierung erhalten hatte, ihn aber aus verschiedensten Gründen nicht durchführen konnte. Das Muster sollte Experimentierzwecken dienen, um das Anströmverhalten des Leitwerks bei mehrmotorigen Flugzeugen in den verschiedensten Flugzuständen zu erforschen. Die Motoren der GL 18 sollten deshalb zur Längsachse verstellbar gehalten sein, um den Strömungswinkel veränderbar zu gestalten.
Henrich Focke übernahm für die Konstruktion den Rumpf der A 16 und stattete ihn mit einem vergrößerten Leitwerk mit Hornausgleich sowie einem Flügel größerer Spannweite aus. Als Antrieb fanden zwei luftgekühlte L-1-a-Motoren von Junkers Verwendung, die unter den Flügeln platziert wurden. Beim Einfliegen der GL 18, das 1925 stattfand, traten einige Probleme auf. So kam es beim Zurücknehmen der Motorleistung zu einem Strömungsabriss im rückwärtigen Motorenbereich und daraus resultierender Kopflastigkeit mit einhergehendem plötzlichen Höhenverlust. Als Ursache konnte die Form der Triebwerksverkleidungen ermittelt und beseitigt werden. Die Untersuchungen hatten allerdings längere Zeit in Anspruch genommen, so dass die Testergebnisse zwar zusammen mit einem Preisvorschlag von 36.000 RM am 25. November 1925 an Junkers übergeben worden waren, die offizielle Abnahme aber erst am 10. und 11. August 1926 bei der DVL in Adlershof erfolgte. Die Flüge wurden zudem noch durch Schwierigkeiten mit den 1925 entwickelten Motoren eingeschränkt. Ungeachtet dessen konnte das Modell erfolgreich vorgeführt werden und wurde von Junkers als GL 18 a übernommen.
Von Focke-Wulf wurde anschließend ein weiteres als GL 18 a bezeichnetes Flugzeug gebaut. Als Ausgangsmuster diente eine A 16 a mit verlängertem und verbreitertem Rumpf, so dass sich die Zahl der Passagiere von drei auf vier erhöhte. Zwei Sh-11-Motoren von Siemens dienten als Antrieb. Als letztes erschien 1926 die ebenfalls vergrößerte GL 18 c mit geschlossener Pilotenkanzel, Doppelsteuer und stärkeren Triebwerken Sh 12. Sie kam, mit dem Kennzeichen D–1097 versehen, bei der DVS zum Einsatz. Als Weiterentwicklung erschien 1927 die GL 22.

## Technische Daten

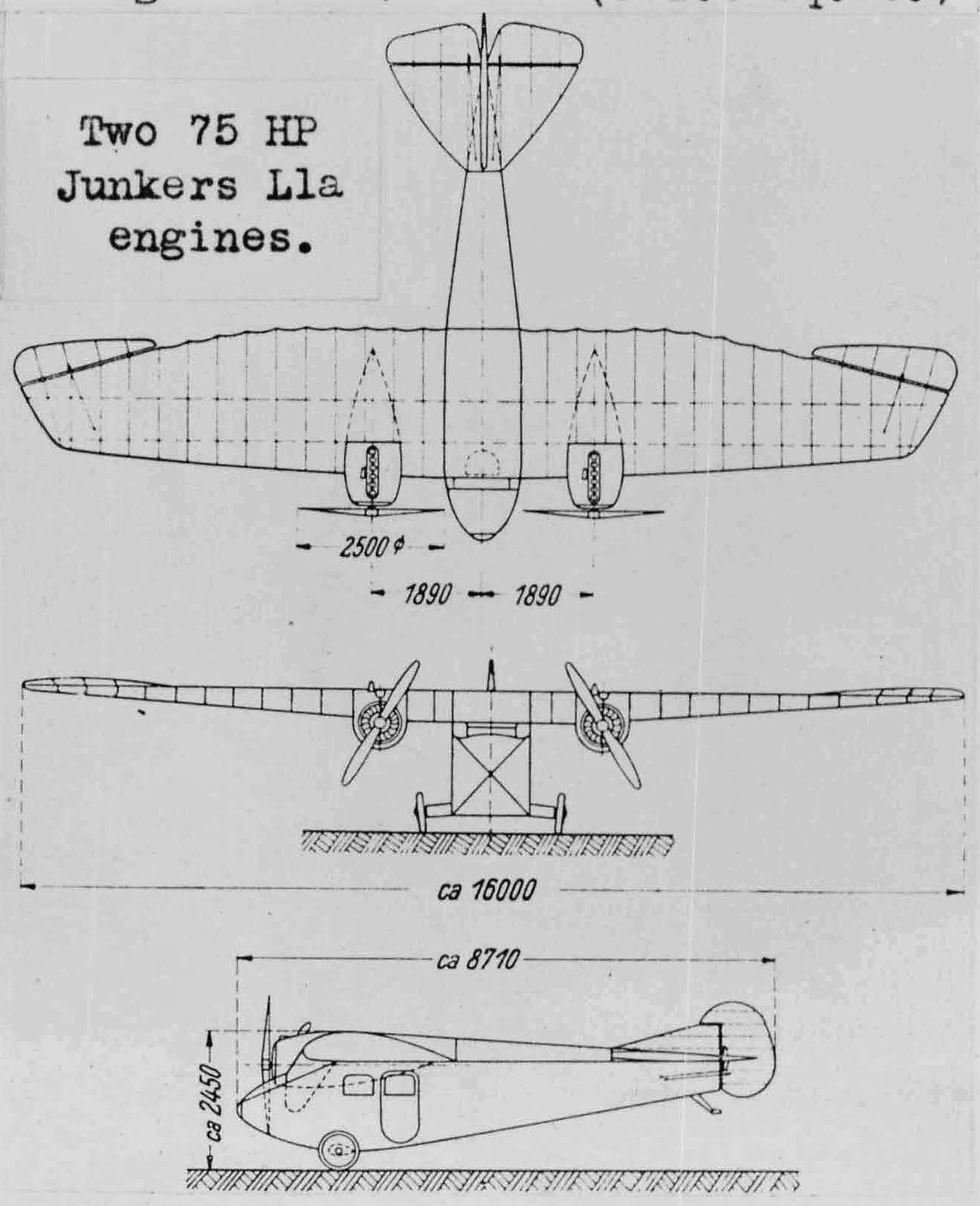
Risszeichnung der GL 18 von 1927

Die Daten der GL 18 wurden 1925 von Focke-Wulf erflogen und zusammen mit dem Kostenvoranschlag am 5. November 1925 an Junkers übergeben. Die erflogenen Daten mit der anschließend von Junkers als GL 18 a bezeichneten Maschine finden sich in der zweiten Spalte.
| Kenngröße                          | GL 18              | GL 18 a (Junkers)  | GL 18 a (Focke-Wulf)        | GL 18 c                     |
| ---------------------------------- | ------------------ | ------------------ | --------------------------- | --------------------------- |
| Besatzung                          | 1                  | 1                  | 1                           | 1                           |
| Passagiere                         | 3                  | 3                  | 4                           | 4                           |
| Länge                              | 8,50 m             | 8,50 m             | 9,10 m                      | 9,10 m                      |
| Spannweite                         | 16,00 m            | 16,00 m            | 16,00 m                     | 16,00 m                     |
| Höhe                               | 2,30 m             | 2,30 m             | 2,60 m                      | 2,60 m                      |
| Flügelfläche                       | 32,00 m²           | 32,00 m²           | 34,50 m                     | 32,00 m²                    |
| Flügelstreckung                    | 8,00               | 8,00               | 7,40                        | 8,00                        |
| Rüstmasse                          | 890 kg             | 915 kg             | 1100 kg                     | 1100 kg                     |
| Nutzmasse                          | 296 kg             | 220 kg             | 290 kg                      | 290 kg                      |
| Zuladung                           | 460 kg             | 496 kg             | 550 kg                      | 550 kg                      |
| Startmasse                         | 1350 kg            | 1411 kg            | 1650 kg                     | 1650 kg                     |
| Flächenbelastung                   | 42,18 kg/m²        | 44,09 kg/m²        | 47,43 kg/m²                 | 51,56 kg/m²                 |
| Triebwerke                         | zwei Junkers L 1 a | zwei Junkers L 1 a | zwei Siemens & Halske Sh 11 | zwei Siemens & Halske Sh 12 |
| Leistung                           | je 55 kW (75 PS)   | je 55 kW (75 PS)   | je 60 kW (82 PS)            | je 79 kW (107 PS)           |
| Höchstgeschwindigkeit in Bodennähe | 150 km/h           | 160 km/h           | 140 km/h                    | 140 km/h                    |
| Reisegeschwindigkeit in Bodennähe  | 135 km/h           | 145 km/h           | 127 km/h                    | 127 km/h                    |
| Steiggeschwindigkeit               | 1,50 m/s           | 1,40 m/s           | 1,85 m/s                    | 2,20 m/s                    |
| Dienstgipfelhöhe                   | 3000 m             | 3000 m             | 4000 m                      | 5000 m                      |
| Reichweite                         | 400 km             | 580 km             | 380 km                      | 380 km                      |
| maximale Flugzeit                  | 3 h                | 4 h                | 3 h                         | 3 h                         |
| Start-/Landerollstrecke            | 160 m / 100 m      | 170 m / 150 m      | 160 m / 100 m               | 160 m / 100 m               |